# Marc Cantin (médecin)
Pour les articles homonymes, voir Marc Cantin et Cantin (homonymie).
Marc Cantin est un médecin et professeur québécois né en 1933 et décédé en 1990.

## Biographie
Il a fait ses études à l'Université Laval à Québec et à l'Université de Chicago. Il a été professeur à l'Université de Montréal et à l'Université McGill et a travaillé avec le docteur Hans Selye.
En 1980, il commence à diriger le groupe de recherche sur l'hypertension de l'Institut de recherche clinique de Montréal.

## Honneurs
- 1984 : Prix Marcel-Piché
- 1986 : Prix Léo-Pariseau[2]
- Research Achievement Award de l'American Heart Association, conjointement avec le docteur P. Needleman

La rue Marc-Cantin de Montréal honore sa mémoire depuis 1992,.